# チトワン郡
チトワン郡(チトワンぐん、ネパール語：चितवन जिल्ला)はネパール東部のバグマティ州の郡。
郡都はバラトプル。
2021年国勢調査の人口は72万2168人。
面積は2218km2。
インドに国境を接するいわゆるタライ(マデス)地方の一部。
現在はバラトプル市の一部になっているナラヤ二川に沿ったナラヤンガートはこの地方最大のショッピングセンターで、近郷近在から多くの人が買い物に来る。
郡内には40の村落開発委員会（VDC）があり、各VDCには9つの区ないしは村落がある。そのほかに準大都市圏バラトプルとラトナガル自治体がある。

## 産業
チトワン郡はマスタードオイルの生産で有名である。
チトワンの土壌は「シルト」といわれるものが大部分でマスタードの生産に適している。
所々粘土質の土壌があり、米の生産に適している。
他に有名な商品作物にはトウモロコシや小麦がある。
チトワンの土壌は野菜の生産にも適しており、キャベツ、カリフラワー、大根、じゃがいも、ブロッコリー、きゅうり、かぼちゃ、にんじんなども生産されている。
チトワンではネパールの鶏の80%が生産され、花卉、マッシュルーム、はちみつの生産も盛んである。

## 植物相と動物相
チトワンは世界遺産・チトワン国立公園に代表されるように植物相・動物相が豊かである。
インドサイの最後の生き残り、ヒョウ、ワニ、ニシキヘビ、数種類のシカが公園内に住んでおり、ベンガルトラの最後の生息地となっている。